# Onyx Path Publishing
Onyx Path Publishing (conosciuta anche come The Onyx Path) è una casa editrice di giochi di ruolo statunitense.

## Storia
La White Wolf negli anni successivi al suo acquisto da parte della CCP Games, aveva progressivamente ridotto le sue pubblicazioni e molti dei suoi dipendenti l'avevano lasciata o erano stati trasferiti a lavorare su un MMORPG in corso di sviluppo basato sul Mondo di tenebra che la CCP stava sviluppando. Il colpo di grazia arrivò nel 2011 quando la CCP all'epoca in crisi attuò una drastica riduzione generale del personale e si concentrò sul suo prodotto principale EVE Online. Questi tagli colpirono in maniera particolarmente grave la White Wolf e vedendo il sempre crescente declino della compagnia il direttore creativo Rich Thomas iniziò a contattare i dipendenti della White Wolf per fondare una nuova casa editrice che ne continuasse le pubblicazioni.
Thomas fondò la nuova casa editrice, la Onyx Path Publishing, il 29 dicembre 2011 ma nonostante il nome "The Onyx Path" e il logo della compagnia comparvero sui prodotti e sui forum della White Wolf Publishing già dall'inizio del 2012, facendo nascere voci sul loro significato ma la nuova compagnia rese pubblica la sua esistenza e i suoi piani solo alla Gen Con dell'agosto 2012.
La Onyx Path ottenne in licenza dalla CCP le linee di Exalted e del nuovo e vecchio mondo di tenebra acquistando completamente invece quelle di Scion e di Trinity e assunse diversi dei precedenti sviluppatori della White Wolf, proseguendo quindi con continuità alla pubblicazione dei titoli che erano precedentemente stati annunciati dalla White Wolf per il biennio 2012/2013. Inoltre si è interessata anche alla pubblicazione di Cavaliers of Mars un gioco di ruolo di cappa e spada di ambientazione marziana nella vena di romanzi del ciclo di John Carter di Marte.. Imperial Mysteries per  Maghi: il risveglio pubblicato il 10 aprile 2012 fu il primo manuale ad avere effettivamente Il logo della nuova compagnia.
La nuova casa editrice ha proseguito la politica di pubblicazione digitale in PDF e in formato fisico mediante la stampa su richiesta che aveva caratterizzato l'ultima fase della White Wolf, ma ha aggiunto un uso intenso di Kickstarter per il finanziamento dei principali progetti editoriali. Tra i progetti di maggior successo ci sono stati Mage: the Ascension 20th Anniversary Edition, che ha raccolto 672.899 $ e 3.926 sostenitori e Exalted che ha raccolto 684.755 $ e 4.368 sostenitori.